# Гербеков, Магомет Чомаевич
Магомет Чомаевич Гербеков (1923-1992) — старшина Рабоче-крестьянской Красной Армии, участник Великой Отечественной войны, Герой Российской Федерации (1995).

## Биография
Магомет Гербеков родился в 1923 году в ауле Старая Джетуга (ныне — Карачаево-Черкесия). С 1933 года вместе с семьёй проживал в станице Преградной Урупского района. Окончив школу, работал в колхозе. В июне 1942 года Гербеков был призван на службу в Рабоче-крестьянскую Красную Армию. С того же года — на фронтах Великой Отечественной войны. Принимал участие в боях на Юго-Западном, Сталинградском и 2-м Украинском фронтах.
Участвовал в Сталинградской битве, будучи наводчиком 82-миллиметрового миномёта 177-го отдельного пулемётного батальона 57-й армии. В ноябре-декабре 1942 года Гербеков лично уничтожил вражеский пулемёт с расчётом, 2 блиндажа, 4 повозки и около 20 солдат и офицеров. В дальнейшем стал командиром расчёта. В ночь с 21 на 22 марта 1944 года участвовал в форсировании Южного Буга, уничтожив несколько вражеских пулемётных гнёзд. Во время форсирования Тисы 22 октября 1944 года Гербеков участвовал в отражении ряда вражеских контратак. Неоднократно отличался в боях за Будапешт и Австрию.
В 1946 году в звании старшины Гербеков был демобилизован и был вынужден уехать в Киргизскую ССР. В 1973 году вернулся на родину. Умер в 1992 году.
Указом Президента Российской Федерации от 7 сентября 1995 года за «мужество и героизм, проявленные в боях с немецко-фашистскими захватчиками в годы Великой Отечественной войны 1941—1945 годов» старшина Магомет Гербеков посмертно был удостоен высокого звания Героя Российской Федерации.

## Награды[1]
- Медаль «Золотая Звезда» № 213 Героя России (9.08.1995).
- Два ордена Отечественной войны 2-й степени (29.09.1944, 11.03.1985).
- Ордена Славы 2-й (12.12.1944) и 3-й (22.04.1944) степени.
- Две медали «За отвагу» (28.03.1943, 16.12.1943).
- Медаль «За боевые заслуги» (03.02.1943).
- Другие медали.